# 마곡사 나들목
마곡사 나들목(Magoksa IC)은 충청남도 공주시 사곡면 호계리에 설치된 서산영덕고속도로의 7번 나들목이다. 당초에는 마곡사 나들목의 건설 계획이 없었으나, 주변의 지역 주민과 지자체의 요청으로 뒤늦게 추가 건설에 들어갔으며, 2009년 8월 27일에 개통하였다. 사곡면, 신풍면, 마곡사 등지로 진출할 수 있다. 호계터널이 나들목과 인접해 있는 관계로 영덕 방면 진입로와 서산 방면 진출로만 만들어졌다.

## 연혁
- 2007년 6월 21일 : 2009년 12월까지 나들목 신설을 위해 공주시 도시계획시설 교통광장에 공주시 사곡면 호계리, 신영리 일원을 마곡사 나들목으로 고시[2]
- 2009년 8월 27일 : 나들목 개통[3]

## 구조물 정보
- 위치: 충청남도 공주시 사곡면 호계리
- 영업소: 충청남도 공주시 사곡면 서산영덕고속도로 57

## 접속하는 도로
- 국도 제32호선 (차동로)

## 교통량 정보
| 요금소          | 통행량 (대/일) | 통행량 (대/일) | 통행량 (대/일) | 통행량 (대/일) | 통행량 (대/일) | 통행량 (대/일) | 통행량 (대/일) | 통행량 (대/일) | 통행량 (대/일) | 통행량 (대/일) | 각주  |
| 요금소          | 2007년         | 2008년         | 2009년         | 2010년         | 2011년         | 2012년         | 2013년         | 2014년         | 2015년         | 2016년         | 각주  |
| --------------- | -------------- | -------------- | -------------- | -------------- | -------------- | -------------- | -------------- | -------------- | -------------- | -------------- | ----- |
| 마곡사 (폐쇄식) | 미개통         | 미개통         | 361            | 552            | 698            | 684            | 711            | 736            | 888            | 976            | [ 4 ] |
| 요금소          | 2017년         | 2018년         | 2019년         |                |                |                |                |                |                |                | [ 4 ] |
| 마곡사 (폐쇄식) | 1,066          | 1,093          | 1,160          |                |                |                |                |                |                |                | [ 4 ] |